# 联盟 (马来西亚)

联盟另外标志

联盟，早期俗称华巫联盟（英語：The UMNO-MCA Alliance）、华巫印联盟，是1951年成立于马来亚联合邦的政党联盟，由巫來由人統一組織（巫統）、馬來亞華人公會（馬華公会）及馬來亞印度國民大會黨（国大党）所组成，是马来西亚国民阵线的前身。华巫印联盟在马来亚联合邦独立运动及1963年马来西亚的成立过程中扮演重要的角色。
1952年，东姑阿都拉曼领导下的巫统和陈祯禄领导的马华公会在吉隆坡市议会选举中首次联合竞选，并取得压倒性胜利。随后在1955年，华巫印联盟在马来亚首次举行的联合邦立法议会选举中赢得52席中的51席，并开始和英国政府展开独立谈判。
1957年8月31日马来亚独立后，联盟组成联邦政府。但直到1957年10月30日，联盟在才正式注册成为一个政治团体，并在1959年的大选中赢得国会下议院104席中的74席继续执政。
在马来西亚于1963年9月16日成立后，联盟扩大与东马执政党结盟，在1964年的首次大选中，联盟赢得国会下议院104席中的84席。
1965年8月8日，联盟利用其国会优势通过议决将新加坡逐出马来西亚，迫使新加坡于8月9日独立。
1969年，联盟在5月10日的选举中受到重挫，在下议院144席中仅赢得74席。在经历五一三事件后，为组织稳定政府，时任首相敦阿都拉萨在拉拢马哈迪·莫哈末回顾巫统的同时，也寻求更多政党加盟，于1974年7月1日扩大组织成为国民阵线。该阵线一直执政马来西亚直至2018年大选。

## 成員政黨
- 马来民族统一机构（UMNO，1952-1973）
- 马来西亚华人公会（MCA，1952-1973）
- 马来西亚印度国民大会党（MIC，1954-1973）
- 马来西亚人民进步党（PPP，1954-1955；1972-1973）
- 急进党（1954-1959）
- 马来西亚民政运动党（GERAKAN，1972-1973）

沙巴联盟党
- 全国卡达山人统一机构（UNKO，1963-1964）
- 卡达山巴索统一机构（UPKO，1964-1967）
- 沙巴民族统一机构（USNO，1963-1976）
- 沙巴華人公會（SCA，1963-1976）
- 沙巴印度国民大会党（SIC，1963-1976）

砂拉越联盟党
- 砂拉越国民党（SNAP，1962-1966）
- 砂拉越華人公會（SCA，1962-1973）
- 砂拉越国家党（PANAS，1962-1963 ；1965-1968）
- 砂拉越土著阵线（BARJASA，1962-1968）
- 砂拉越保守党（PESAKA，1962-1969）
- 砂拉越土著党（BUMIPUTERA，1968-1973）
- 砂拉越人民聯合黨（SUPP，1970-1973）

新加坡联盟党（1961-1966）
- 马来民族统一机构（UMNO）
- 马来西亚华人公会（MCA）
- 马来西亚印度国民大会党（MIC）
- 新加坡人民联盟（SPA）（1961-1965）

## 历届大选成绩
| 大选 | 当选议席数量 | 竞选议席数量 | 总得票数  | 得票率 | 选举结果      | 选举领袖     |
| ---- | ------------ | ------------ | --------- | ------ | ------------- | ------------ |
| 1955 | 51 / 52      | 52           | 818,013   | 81.7%  | ▲51席; 执政党 | 东姑阿都拉曼 |
| 1959 | 74 / 104     | 104          | 800,944   | 51.8%  | ▲23席; 执政党 | 东姑阿都拉曼 |
| 1964 | 89 / 159     | 159          | 1,204,340 | 58.4%  | ▲15席; 执政党 | 东姑阿都拉曼 |
| 1969 | 77 / 144     | 144          | 1,063,238 | 48.4%  | ▼12席; 执政党 | 东姑阿都拉曼 |

## 历届州选举成绩
| 州选举 | 州议会  | 州议会  | 州议会  | 州议会  | 州议会  | 州议会  | 州议会  | 州议会  | 州议会  | 州议会  | 州议会  | 州议会        |
| 州选举 | 玻      | 吉      | 丹      | 登      | 槟      | 霹      | 彭      | 雪      | 森      | 甲      | 柔      | 当选席/参选席 |
| ------ | ------- | ------- | ------- | ------- | ------- | ------- | ------- | ------- | ------- | ------- | ------- | ------------- |
| 1959   | 12 / 12 | 24 / 24 | 2 / 30  | 7 / 24  | 17 / 24 | 31 / 40 | 23 / 24 | 23 / 28 | 20 / 24 | 20 / 20 | 28 / 32 |               |
| 1964   | 11 / 12 | 24 / 24 | 9 / 30  | 21 / 24 | 18 / 24 | 35 / 40 | 24 / 24 | 24 / 28 | 24 / 24 | 18 / 20 | 32 / 32 |               |
| 1969   | 11 / 12 | 14 / 24 | 11 / 30 | 13 / 24 | 4 / 24  | 19 / 40 | 20 / 24 | 14 / 28 | 16 / 24 | 15 / 20 | 30 / 32 |               |